# جان خایرو رویز
جان خایرو رویز (انگلیسی: John Jairo Ruiz؛ زاده ۱۰ ژانویهٔ ۱۹۹۴) یک بازیکن فوتبال اهل کاستاریکا است.
وی همچنین در تیم ملی فوتبال کاستاریکا بازی کرده است.